# Larra (genre)
Genre
Larra est un genre de petites guêpes des sables de la famille des Crabronidae qui comprend une soixantaine d'espèces réparties sur tous les continents, dont trois vivant en Europe.

## Synonymes
- Monomatium Shuckard, 1840
- Lyrops Dahlbom, 1843
- Larraxena F.Smith, 1851

## Description
Ces petites guêpes dont la longueur varie entre 12 et 22 millimètres nidifient dans la terre et chassent les courtilières ou taupes-grillons (Gryllotalpidae) dont elles sont souvent parasitoïdes. L'espèce Larra anathema est comprise dans le Livre rouge d'Ukraine en tant qu'espèce protégée.

## Systématique
Il existe plus d'une soixantaine d'espèces, dont :
- Larra alecto (Smith, 1858)
- Larra anathema (Rossi, 1790)
- Larra bicolor Fabricius, 1793
- Larra femorata (Saussure, 1855)
- Larra melanocnemis Turner, 1916
- etc.

L'espèce type est Larra ichneumoniformis Fabricius, 1793, décrite précédemment par Rossi, 1790, sous le nom de Sphex anathema. Elle s'appelle désormais Larra anathema, dans la sous-tribu des Larrina et de la sous-famille des Crabroninae.